# Халезов, Фёдор Антонович
Фёдор Антонович Халезов (Хализов) (1787—1866/1867) — полковник корпуса флотских штурманов.

## Биография
Родился в 1787 году. В 1799 году начал обучаться в Кронштадтском штурманском училище, из которого 15 июня 1811 года был выпущен штурманским помощником XIV класса.

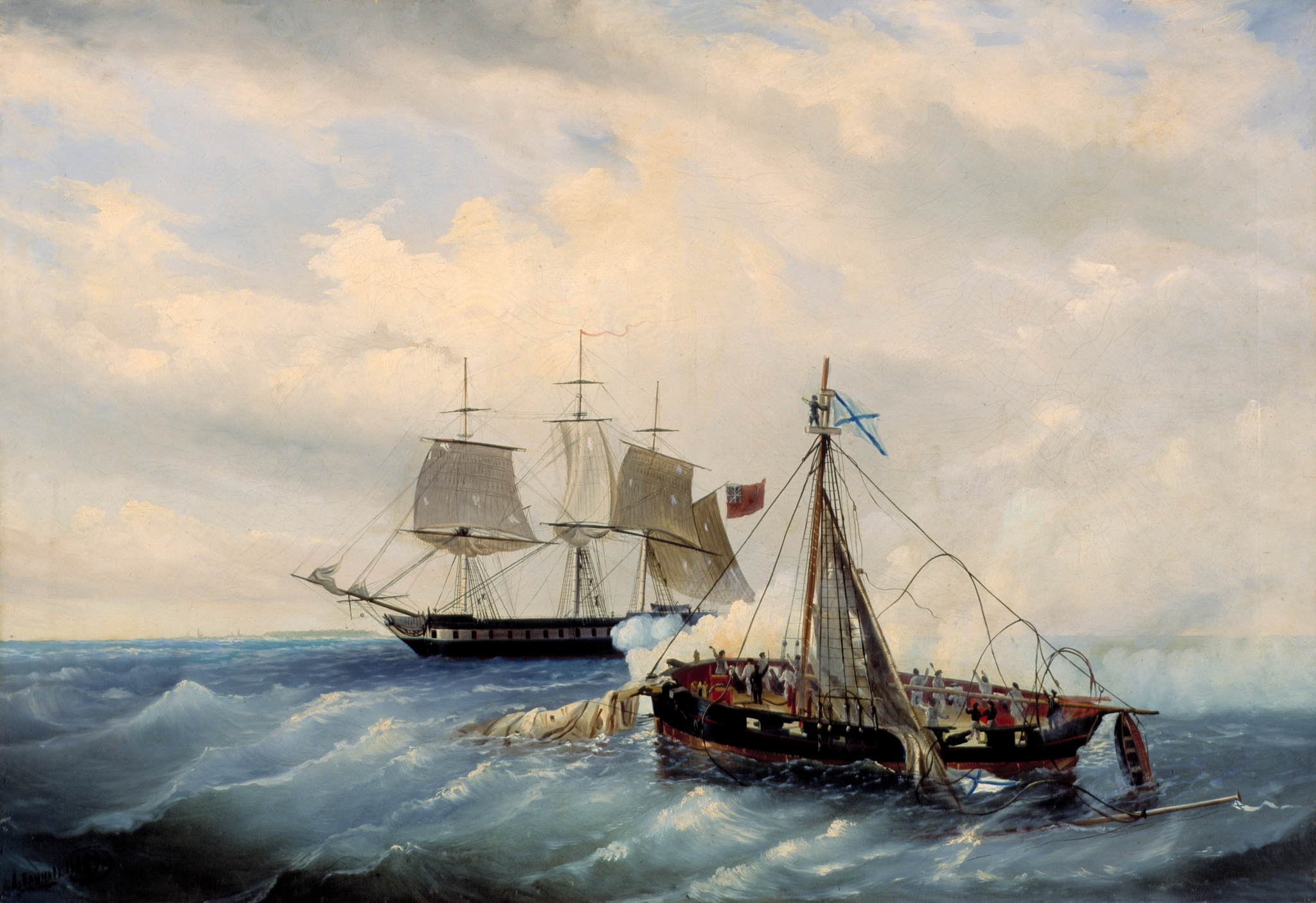
Бой российского катера «Опыт» с английским фрегатом Сальсет 11 июня 1808 года
(художник Л. Блинов)

Во время обучения в 1808 году служил на тендере или, как тогда называли, катере «Опыт», состоявшем под командой лейтенанта Г. И. Невельского. Получив 11 июня того же года приказ идти из Свеаборга на вид острова Наргена с депешами к корвету «Лашарлот» и выйдя в открытое море, тендер несколько часов спустя по встретил на 44-пушечный английский фрегат «Сальсет» и вступил с ним в неравный бой. В этом сражении Халезов был тяжело ранен.
В 1813 году во время Войны шестой коалиции Фон находился при блокаде Данцига и при высадке десанта с гребной флотилии, и участвовал в деле против французов вместе с Воронежским пехотным полком.
Когда в 1815 году в морском ведомстве возник вопрос относительно неправильного действия компаса у берегов острова Юссари, то морской министр предложил адмиралтейской коллегии произвести подробные наблюдения над склонением магнитной стрелки у этого острова и выбрать для этой экспедиции искусного морского офицера, снабдив его необходимыми инструментами. Выбор пал на Ф. А. Халезова, который отправился в экспедицию на палубном боте с помощниками Кузьминым и Бабашиным. Три года длились наблюдения, результатом которых явился подробный труд: «Испытание над примеченным неправильным действием магнитной стрелки у острова Юссари, учиненное в 1815, 1816 и 1817 годах», напечатанный в «Записках Государственного Адмиралтейского Департамента» за 1820 год (часть IV). К этой статье была приложена весьма подробная карта острова Юссари и его окрестностей с обозначением направления неправильного действия магнитной стрелки. Сведения, собранные Халезовым, впоследствии приложены были ко всем картам Финского залива, изданным Сорычевым, и ими руководствовались до издания карт по новой описи М. Ф. Рейнеке.
Командуя тендером «Алис», Халезов летом 1821 году занимался описью Свеаборга и исследованием всех фарватеров, к нему ведущих, а осенью был назначен старшим штурманом на бриг «Аякс», снаряженный с грузом в Камчатку.
В течение 1827—1829 гг., служа на фрегатах «Елена» и «Кастор» в Средиземном море и в Архипелаге, Ф. А. Халезов участвовал в Наваринском сражении и был контужен в правый бок. По возвращении из Средиземного моря служил на судах Балтийского флота и, будучи уже подполковником, в зимнее время постоянно участвовал в экзаменационных комиссиях в Кронштадтском штурманском училище.
В 1850 году, по болезни, вышел в отставку.
Умер 26 декабря 1866 (7 января 1867) года в Санкт-Петербурге. Похоронен на Смоленском православном кладбище с Евгенией Михайловной Халезовой (1800—1870) и генерал-майором Александром Антоновичем Халезовым (?—1877).